# A. H. Halsey
Albert Henry „Chelly“ Halsey (* 13. April 1923 in London; † 14. Oktober 2014) war ein britischer Soziologe und Professor für Sozial- und Verwaltungswissenschaften an der Universität Oxford.

## Leben
Als Sohn eines Eisenbahners im Londoner Stadtteil Kentish Town geboren, wuchs Halsey in einer Arbeiterfamilie auf, die noch während seiner Kindheit nach Corby in Northamptonshire umzog. Er erhielt dort einen Freiplatz in der Grammar School, die er mit 16 verließ. Während des Krieges diente er  als Pilot in der Royal Air Force. Nach Kriegsende schrieb er sich zum Studium der Soziologie an der London School of Economics ein.
Als Professor für Soziologie an der London School of Economics betreute er unter anderem die Doktoranden Ralf Dahrendorf und David Lockwood. Ab 1962 lehrte er als Professor für Social and Administrative Studies an der University of Oxford und war gleichzeitig Fellow am Nuffield College.
Als Anhänger eines „ethischen Sozialismus“ wurde er zum einflussreichen wissenschaftlichen Berater des Labour-Politikers und Ministers Anthony Crosland. Durch seine Arbeit an der Bildungsreform spielte er eine aktive Rolle in der Entwicklung der Bildungspolitik im Vereinigten Königreich und international. Als Croslands Forschungsberater gründete er die Gesamtschule (Comprehensive school) in Großbritannien. 1993 attackierte er seine eigene Partei für jahrzehntelanges Versagen in der Schulbildung und in der Vermittlung von moralischen Werten. Die Linke sei verantwortlich für den schlechten Unterricht in der Schule und für Trends, die zu zerrütteten Familien führten.
1988 wurde er in die American Academy of Arts and Sciences gewählt, 1992 in die Academia Europaea gewählt und 1995 wurde er in die British Academy aufgenommen.

## Publikationen
- Education, Economy, and Society: a reader in the sociology of education (1961)
- Trends in British Society Since 1900. A guide to the changing social structure of Britain (1972)
- Social Class and Educational Opportunity (1957) with J. E. Floud and F. M. Martin
- Heredity and Environment (1977)
- Power and Ideology in Education (1977) (mit Jerome Karabel)
- Change in British society: based on the Reith lectures (1978)
- Decline of Donnish Dominion: the British academic professions in the twentieth century (1992)
- No Discouragement: An Autobiography (1996)
- Twentieth-century British Social Trends (2000) (mit Josephine Webb)